# Операція загону «Дельта» 4
Операція загону «Дельта» 4 (англ. Operation Delta Force 4: Deep Fault) — американський бойовик режисера Марка Роупера.

## Сюжет
Війни в гарячих точках усього світу перетворили відчайдушних хлопців із загону «Дельта» в непереможних солдатів. Забувши про страх, перемагаючи біль, долаючи важкі випробування, непохитні воїни виконують найскладніші завдання. Їм доручають порятунок потрапивших в полон вчених, вони борються зі всемогутньою міжнародною мафією і розкривають урядові змови. Тільки бійці спецпідрозділу можуть протистояти підступним політикам, готовим розрахуватися за свої амбіції мільйонами життів. І навіть надпотужна зброя, яка здатна знищити цілий материк, не може зупинити нещадних солдатів загону «Дельта».

## У ролях
- Грег Коллінз — Скіп Ланг
- Джо Лара — Маккінні
- Джастін Вільямс — Хатч
- Джонні Месснер — Вікерс
- Гері Хадсон — Спаркс
- Хейлі Дюмон — Лорі Грейнджер
- Джон Лофлін — Гарсія
- Бернелл Такер — Адмірал Геншоу
- Енгус МакІннес — Професор Хілл
- Джонні Майерс — Семюелс
- Любомір Іліев — Пітерс
- Башар Рахаль — Дмитро Мінков
- Іцхак Фінці — Генерал Мілошевич
- Стефан Ілієв — Генерал Ратко Гравіч
- Гаррі Анічкін — Дуайер, (перший заручник)
- Ернестіна Чінова — другий заручник
- Десіслава Тенекеджиева — третій заручник
- Хрісто Шопов — четвертий заручник
- Лінда Руссева — п'ятий заручник
- Ніколай Урумов — сербський офіцер
- Владімір Бонев — Борис Васильєв
- Маріанна Станічева — репортер
- Віктор Бісеров — снайпер
- Владислав Сімов — Ескобар